# 八千代緑が丘車両基地

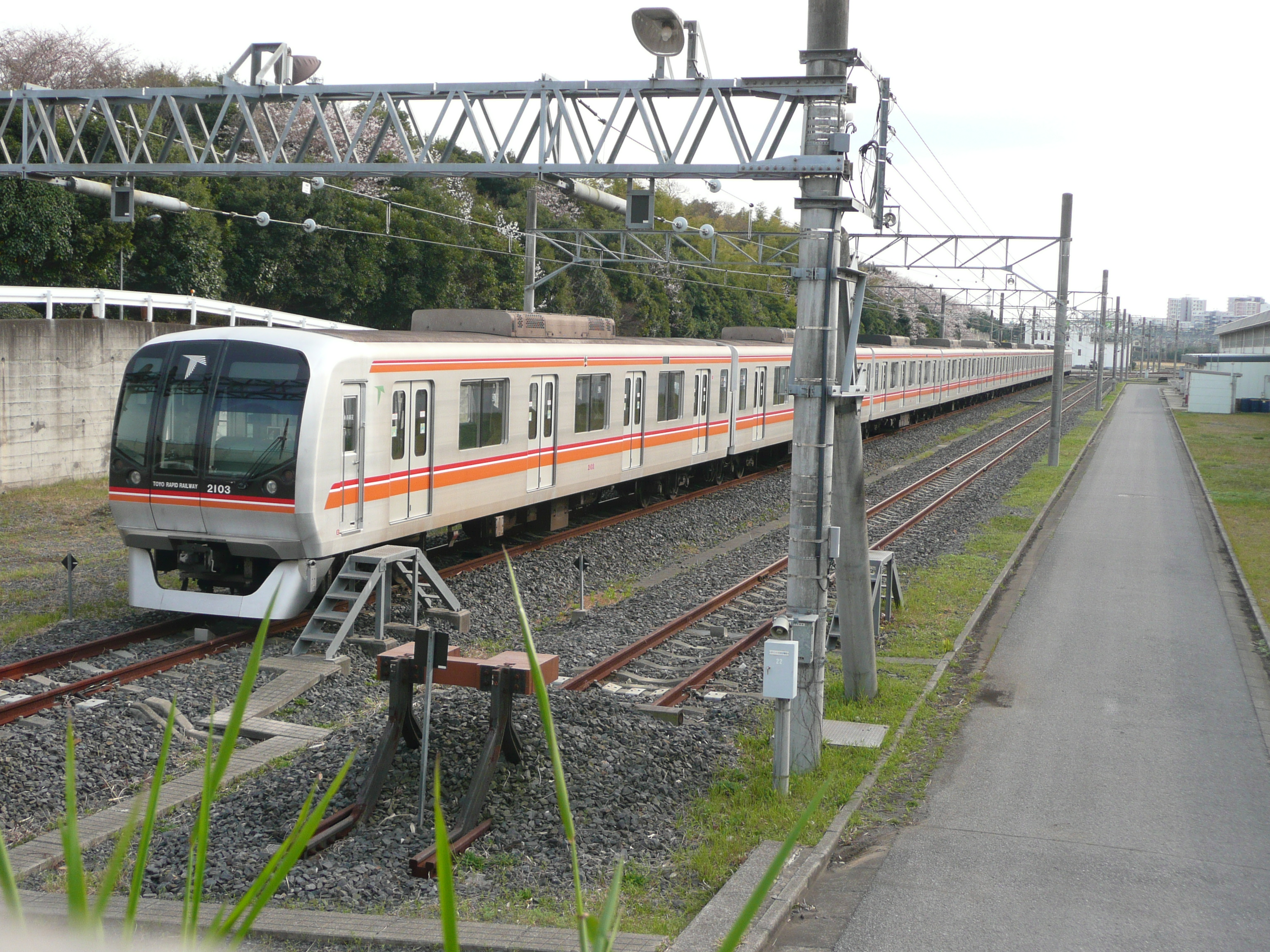
基地内東側（敷地外より撮影）

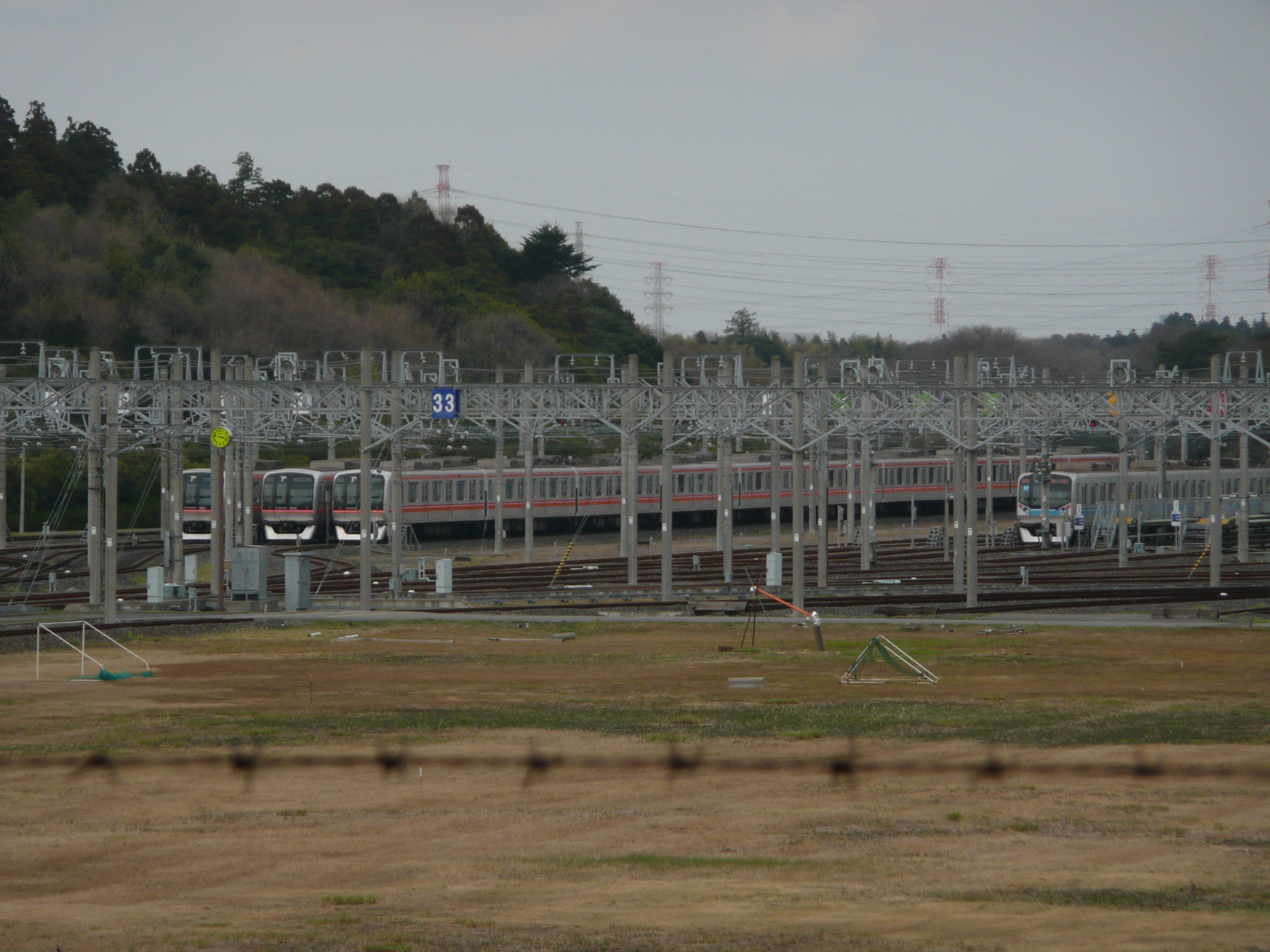
南東より遠景

八千代緑が丘車両基地（やちよみどりがおかしゃりょうきち）は、千葉県八千代市大和田新田に所在する東葉高速鉄道の車両基地である。敷地は八千代市大和田新田（東側）と吉橋（西側）に跨っている。

## 概要
東葉高速線開業前の1990年（平成2年）に八千代緑が丘駅北東部に竣工し、1996年の開業とともに使用を開始した。八千代緑が丘駅から複線の入出庫線が分岐しており、入出庫線には40‰ の急勾配がある。八千代緑が丘駅の分岐点から車両基地の終端部までは1.57 kmの距離である。
- 敷地面積：12万7,000 m2[1]
- 収容車両数：120両、将来は170両まで対応[1]

当初は敷地内に整備工場と車輪転削盤の設置を予定していたが、開業に伴う建設費用を削減するため、重要部検査・全般検査および車輪削正などは営団地下鉄（→東京地下鉄）に業務を委託することとした。

## 沿革
- 1990年 - 東葉高速鉄道用車両基地として竣工したが、度重なる開業の遅れで当時は空き地となっていた。
- 1996年 - 開業とともに供用開始。除籍された営団5000系電車から改造の1000形車両が配属される。
- 2001年 - 開業5周年イベントで初めて車両フェスタを開催。
- 2004年 - 開業以来使用してきた1000形車両の置き換え用にA-train (日立製作所)仕様の2000系車両（仕様は地下鉄N05系）が11編成投入される。
- 2006年 - 1000形車両引退。
- 2009年（平成21年）10月4日 - 開業10周年記念イベントで「東葉の日」（10月4日）として「家族車両基地まつり」を開催[4]。
- 2010年（平成22年）11月7日 - 2回目の「家族車両基地まつり」を開催。
- 2011年（平成23年）11月6日 - 「第3回東葉家族車両基地まつり」を開催[5]。
- 2012年（平成24年）11月4日 - 「第4回東葉家族車両基地まつり」を開催[6]。
- 2013年（平成25年）11月2日 - 「第5回東葉家族車両基地まつり」を開催[7]。

## 車両基地内
当車両基地では月検査・列車検査を実施している。より規模の大きい重要部検査・全般検査は東京地下鉄（東京メトロ）の深川工場に委託している。
車両基地内は東側より
- 1・2番線
  - 1番線から入出庫線側に向かって検修線が分岐しており、小修理を行う検修場がある[1]
- 仕業棟・仕立棟（検修庫内）
- 3 - 4番線 手洗浄作業台設置
- 5 - 8番線
  - （9 - 13番線は将来増線）
- 14 - 17番線、入口部に車両洗浄機設置
- 留置線（将来車輪転削盤設置予定）
  - 西側には保線用モーターカーの車庫が2か所ある[1]

車両基地南側には広大な空き地があり、ここは整備工場と更新修繕場の建設が予定されていた場所である

## 配置車両
構内には下記の配置車両のほか、保線用のマルタイ車が留置される。
- 2000系
  - 2004年から2006年にかけて新製された、10両編成11本、計110両が所属する。
  - 2008年3月15日現在、そのうちの平日9本（運用8本+予備車1本）・土休日8本（運用5本+予備車3本）が緑が丘に留置、残りの車両は深川に留置される。また緑が丘に留置された車両は不定期に深川まで往復回送され、整備・検車を行う。

### 過去の配置車両
- 1000形
  - 1995年に営団より5000系を譲受し、リニューアルした車両。10両編成12本、計120両が譲受されたが、うち2本はリニューアルが中止されて部品取り車となっており、実質は10両編成10本、計100両で運用された。2000系に置き換えられ、2005年から2006年にかけて廃車された。

## アクセス
八千代緑が丘駅の北口に降り、車庫の線路（分岐線）につき当たるまで緑が丘の住宅街の中を進む。そこより線路沿いに北へ進むと南側の入口がある。その手前にある歩道橋で線路を渡り、車庫の東脇を線路に沿って進んでゆくと東側の入口がある。途中歩道のない大通りがあり、交通量が多いので注意する必要がある。構外からは東側のみ確認できるが、西側全体を見るには構内に入る必要がある。
ちなみに南側の入口から車庫の西脇を花輪川沿い（柵が張られている）に進んでいっても高い壁に覆われており車庫を見ることはできない。

## その他
- 2012年1月10日放映のフジテレビのドラマ、『ストロベリーナイト』第1話で車両基地へのアクセス線がロケに使用された。
- 2015年1月放映のテレビ朝日系列のスーパー戦隊シリーズ『烈車戦隊トッキュウジャー』最終話でロケに使用した。